# Batalha de Shaho
A Batalha de Shaho foi uma das batalhas da Guerra Russo-Japonesa ao longo dos 60 km do centro do Rio Sha em Mukden-Port Arthur, perto da Ferrovia Trans-Manchuriana no norte de Liaoyang, Manchúria.

## Antecedentes

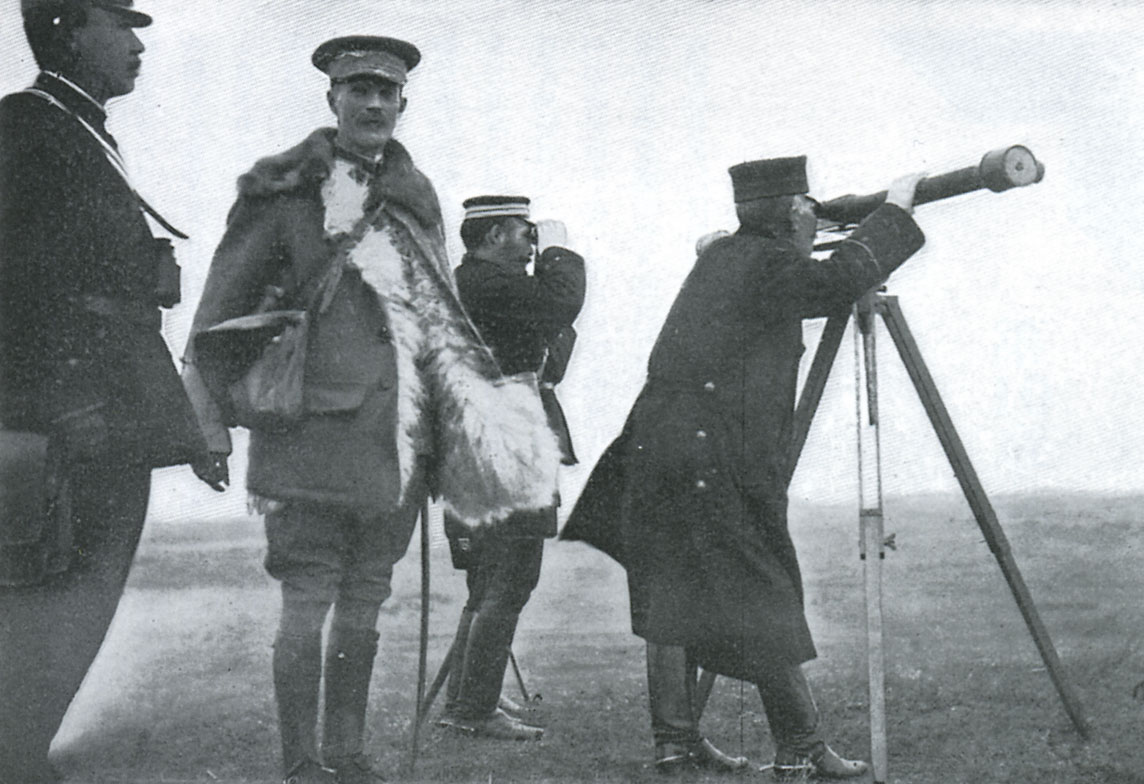
General japonês Kuroki Tamemoto e o oficial britânico Sir Ian Hamilton.

A situação das forças russas no Extremo Oriente após a derrota na Batalha de Liaoyang tornou-se cada vez mais desfavorável, mas o czar tornou-se determinado em salvar tanto Port Arthur, quanto a dignidade do Império Russo. Ele dirigiu o General Aleksey Kuropatkin, o Comandante-Chefe dos exércitos russos na Manchúria para reverter a maré da guerra. Kuropatkin reforçou todas as tropas recém-chegadas pela concluída Transiberiana e contra-atacou os exércitos japoneses, comandados pelo Marechal de Campo Ōyama Iwao no Rio Sha-ho.

## Batalha
Em 5 de outubro de 1904, os exércitos russos, totalizando 210 mil homens atacou em uma ofensiva geral ao norte de Liaoyang, com o principal avanço vindo através das montanhas a leste. Os ataques russos no flanco esquerdo lentamente ganharam terreno com as forças russas arrancando a iniciativa dos japoneses.
As forças japonesas consistiram em um Primeiro Exército comandado pelo General Kuroki Tametomo, Segundo Exército comandado pelo general Oku Yasukata e o Quarto Exército comandado pelo General Nozu Michitsura, num total de 170 mil homens. Na noite de 10 de outubro de 1904, o general ordenou a Oyama uma grande contra-ofensiva japonesa para atacar o flanco direito russo. Até 13 de outubro, os japoneses cessaram o avanço russo nas montanhas a nordeste de Liaoyang, e ameaçou ao sul da Rússia, avançando sobre o Rio Sha.
O combate continuou por quatro dias, com ambos os lados recuando. Até 17 de outubro de 1904, o General Kuropatkin cancelou os ataques e retirou suas forças para o norte de Mukden.

## Resultado
Após duas semanas de luta, a batalha terminou inconclusiva. Apesar de grandes oportunidades criadas com a abertura da ferrovia Transiberiana, Kuropatkin não estava disposto a continuar, independentemente das baixas, e recuou de volta a Mukden. A batalha terminou em um empate, como os japoneses também não foram capazes de aproveitar a pausa na ação.
O total de vítimas russas somaram 44,351 mortos, feridos, capturados ou desaparecidos em combate. As baixas japonesas totalizaram em 20,345 mortos, feridos, capturados ou desaparecidos.